# Donacaula
Donacaula là một chi bướm đêm thuộc họ Crambidae.

## Các loài

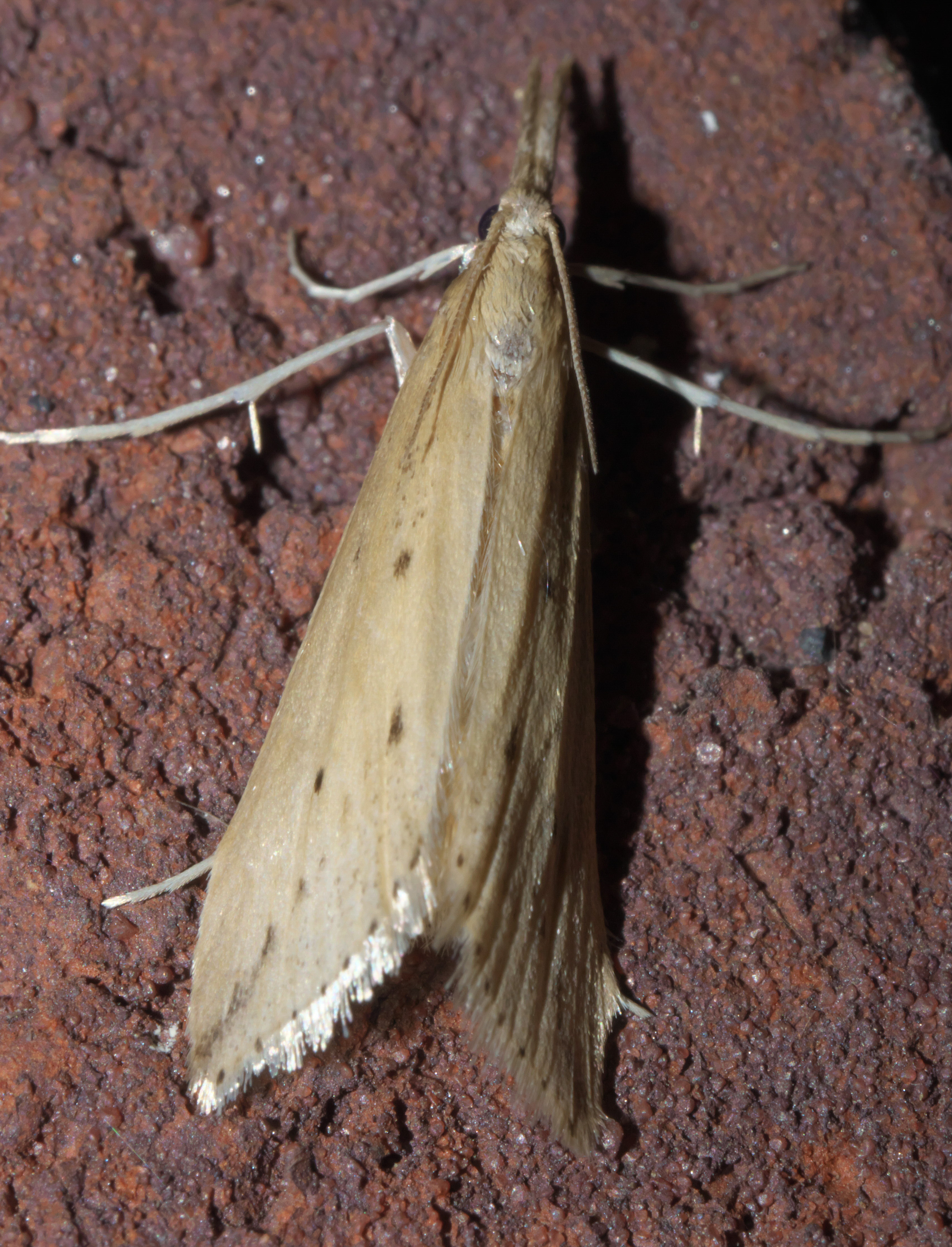
Donacaula

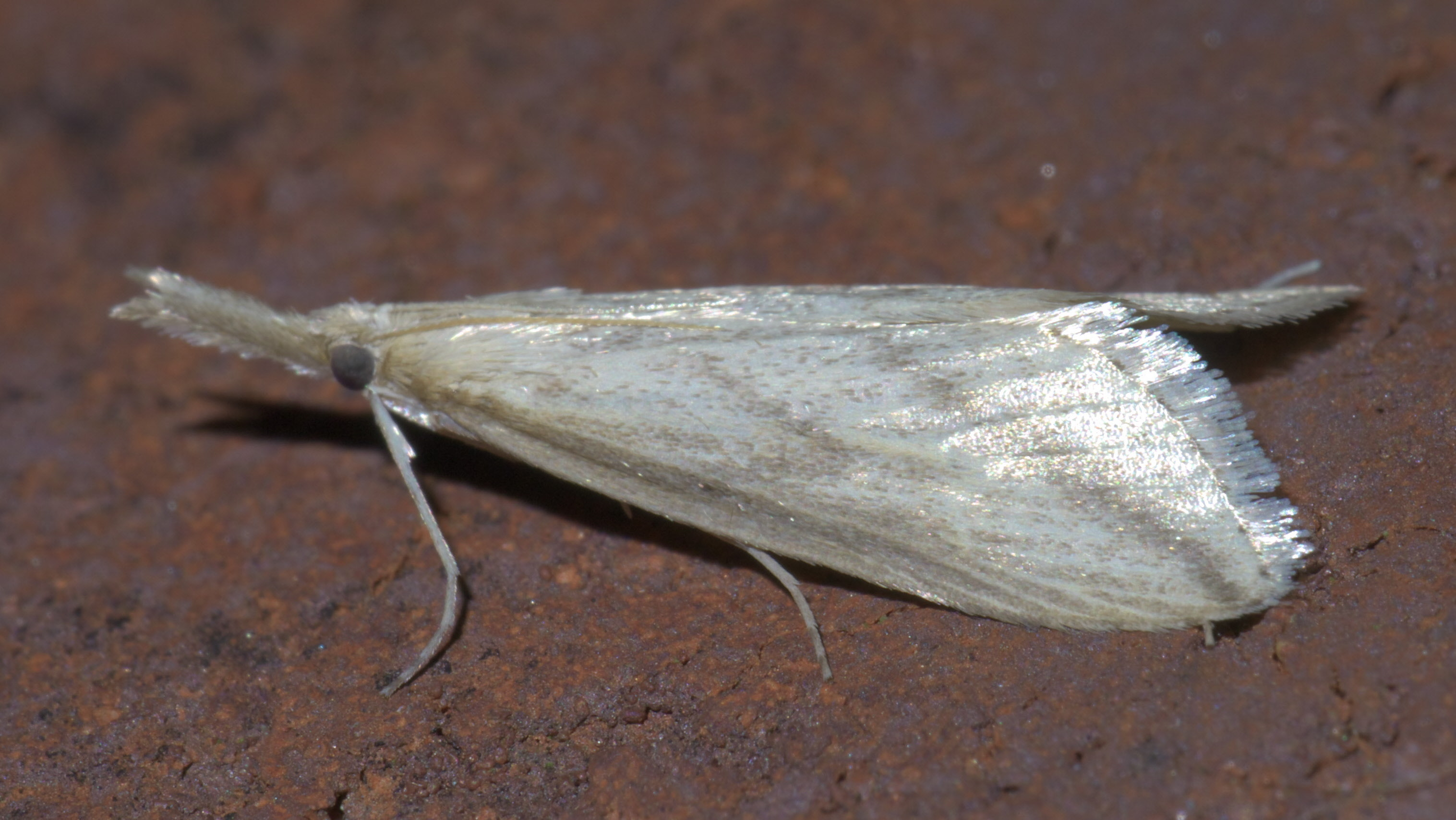
Donacaula

- Donacaula albicostella (Fernald, 1888)
- Donacaula aquilella Clemens, 1860
- Donacaula caminarius (Zeller) (Ethiopian region)
- Donacaula dispersella Robinson
- Donacaula dodatellus (Walker, 1864) (Oriental)
- Donacaula flavus de Joannis, 1929 (Oriental)
- Donacaula forficella (Thunberg, 1794) (Palearctic)
- Donacaula hasegawai (Shibuya, 1927) (Palearctic)
- Donacaula ignitalis (Hampson, 1919) (Ethiopian region)
- Donacaula immanis (Zeller, 1877) (Neotropical)
- Donacaula longirostrallus (Clemens, 1860)
- Donacaula maximellus (Fernald, 1891)
- Donacaula melinella Clemens, 1860
- Donacaula microforficellus (Amsel, 1956) (Neotropical)
- Donacaula montivagellus (Zeller, 1863) (Neotropical)
- Donacaula mucronella (Denis & Schiffermüller, 1775) (Palearctic)
- Donacaula niloticus (Zeller, 1867) (Palearctic)
- Donacaula nitidellus (Dyar, 1917)
- Donacaula pallulellus (Barnes & McDunnough, 1912)
- Donacaula phaeopastalis (Hampson, 1919) (Ethiopian region)
- Donacaula porrectellus (Walker, 1863) (Neotropical)
- Donacaula pulverealis (Hampson, 1919) (Neotropical)
- Donacaula roscidellus (Dyar, 1917)
- Donacaula rufalis (Hampson, 1919) (Ethiopian region)
- Donacaula semifuscalis (Hampson, 1919) (Neotropical)
- Donacaula sicarius (Zeller, 1863)
- Donacaula sordidellus (Zincken, 1821)
- Donacaula tripunctellus (Robinson, 1870)
- Donacaula unipunctellus (Robinson, 1870)
- Donacaula uxorialis (Dyar, 1921)

Các loài trước đây
- Donacaula amblyptepennis (Dyar, 1917)
- Donacaula bicolorellus (F. Hoffmann, 1934)
- Donacaula lanceolellus (Hampson, 1895)